# Hugli-Chuchura

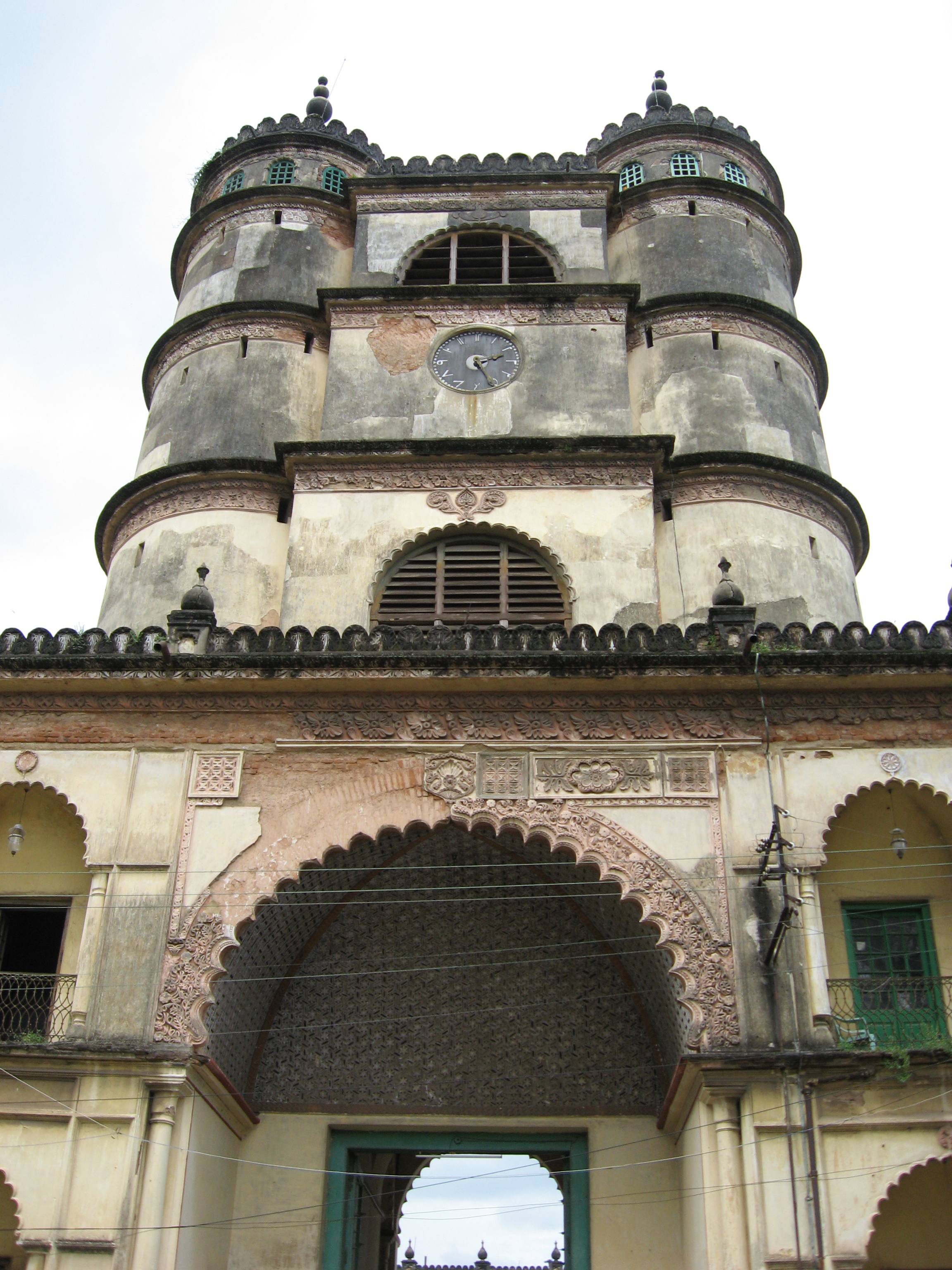
Mezquita de Imambara, en Hooghly-Chinsurah.

Hooghly-Chinsurah (también conocido como Hughly-Chinsurao Chuchura) (bengalí | চূঁচূড়া) es una ciudad del estado de Bengala Occidental, India, a orillas del río Hugli, 35 kilómetros al norte de Calcuta. Se encuentra ubicada en el distrito de Hooghly del que es su capital. Chinsurah también alberga el Comisionado de la Cordillera de Burdwan. Forma parte de la Kolkata Metropolitan Development Authority (KMDA) región.

## Historia
Hooghly-Chinsurah fue una municipalidad formada por la unión en 1865 durante el Raj británico, de dos poblaciones, Hooghly y Chinsura, había sido fundada por los portugueses en el año 1579, aunque retomada por el Imperio mogol el 24 de septiembre de 1632. En 1656 los neerlandeses construyeron una factoría en la ciudad, pasando a dominio británico en 1825.

## Lugares de interés
- Templo de Shandeshwar
- Ghorir More (Torre del reloj)
- Iglesia diocesana
- Cementerio holandés
- Iglesia armenia
- Hooghly Imambara (mezquita chií)
- Maidan de Chinsurah
- Templo de Mahishmardini
- Edificio de los juzgados del distrito
- Ghats al río.
- Iglesia de Bandel
- Museo francés de Chandernagor